# Barre de menu

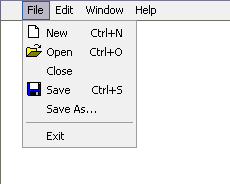
Barre de menu avec le menu File déroulé

En informatique, une barre de menu est un élément d'interface graphique qui permet d'accéder aux fonctions d'un logiciel. La barre de menu est constituée d'une suite de mots cliquables. Un menu de fonctions est déroulé en dessous, ou plus rarement en dessus, du mot cliqué.

## Emplacement
Les barres de menu se trouvent généralement au sommet de l'écran ou des fenêtres.
Par convention, les premiers mots des barres de menus sont souvent Fichier et Édition, et le dernier mot est souvent Aide. Les mots intermédiaires dépendent plus du logiciel auquel la barre appartient.

## Interaction
L'interaction avec la barre de menu repose sur le clic, mais aussi sur le déplacement du pointeur de souris : après un premier clic sur un mot, le menu associé est déroulé. Si l'on déplace le pointeur sur un autre mot de la barre, alors le premier menu est refermé, et le menu associé à l'autre mot est déroulé. Un second clic referme le menu, et désactive le déroulement suivant le déplacement du pointeur.
L'interaction avec la barre de menu peut aussi se faire avec des raccourcis clavier. Le déroulement de chaque menu peut être associé à la combinaison d'une touche de commande et d'une lettre spécifique. La lettre spécifique de chaque menu peut être soulignée dans la barre de menu.